# Lijst van heersers van Marokko
Dit artikel toont een lijst van heersers van Marokko.
Marokko heeft verschillende typen heersers gehad. Mohammed VI werd in 1999 koning van de toenmalige monarchie.

## Heersers van Marokko (788-heden)

### Idrisiden(788-1050)
- Idris I (788-791)
- Idris II (791-828)
- Mohammed ibn Idris (828-836)
- Ali I ibn Idris (836-848)
- Yahya I ibn Mohammed (848-864)
- Yahya II ibn Yahya (864-874)
- Ali II ibn Omar (874-883)
- Yahya III ibn al-Qassim (883-904)
- Yahya IV ibn Idris ibn Omar (904-917)
- 922-925 : Fatimiden-dynastie overheersing
- Hassan I al-Hajam (925-927)
- 927-937 : Fatimiden-dynastie overheersing
- Al-Qasim Gannum (937-948)
- Abu al-Aish Ahmad (948-954)
- Hassan II ibn Kannun (954-974)
- 974-c.1050 : Marokko verdeeld in meerdere vorstendommen beheerst door Zenata stammen

### Almoraviden(1061-1147)
- Yusuf ibn Tashfin (1061-1106)
- Ali ibn Yusuf (1106-1142)
- Tashfin ibn Ali (1142-1146)
- Ibrahim ibn Tashfin (1146)
- Is'haq ibn Ali (1146-1147)

### Almohaden(1145-1269)
- kalief Abd al-Mu'min (1145-1163)
- kalief Yusuf I (1163-1184)
- kalief Abu Yusuf Yaqub al-Mansur (1184-1198)
- kalief Mohammed an-Nasir (1198-1213)
- kalief Yusuf II (1213-1224)
- kalief Abdul Wahid I (1224)
- kalief Abdallah al-Adil (1224-1227)
- kalief Yahya (1227-1235)
- kalief Idris I (1227-1232)
- kalief Abdul Wahid II (1232-1242)
- kalief Ali (1242-1248) (in Marrakesh)
- kalief Umar (1248-1266) (in Marrakesh)
- kalief Idris II (1266-1269) (in Marrakesh)

### Meriniden(1195-1465)
- Abd al-Haqq I (1195-1217) (in Taza)
- Uthman I ibn Abd al-Haqq (1217-1240) (in Fez)
- Muhammad I ibn Abd al-Haqq (1240-1244) (in Fez)
- Abu Yahya ibn Abd al-Haqq (1244-1258)
- Umar (1258-1259)
- Abu Yusuf Yaqub (1259-1286)
- Abu Yaqub Yusuf (1286-1306)
- Abu Thabit (1307-1308)
- Abu al-Rabia (1308-1310)
- Abu Said Uthman II (1310-1331)
- Abu al-Hasan (1331-1348)
- Abu Inan Faris (1348-1358)
- Muhammad II as-Said (1359)
- Abu Salim Ali II (1359-1361)
- Abu Umar Taschufin (1361)
- Abu Zayyan Muhammad III (1362-1366)
- Abu al-Fariz Abdul Aziz I (1366-1372)
- Abu al-Abbas Ahmad (1372-1374)
- Abu Zayyan Muhammad IV (1384-1386)
- Muhammad V (1386-1387)
- Abu al-Abbas Ahmad (1387-1393)
- Abdul Aziz II (1393-1398)
- Abdullah (1398-1399)
- Abu Said Uthman III (1399-1420)
- sultan Abd al-Haqq II (1420-1465)

### Wattasiden(1472-1554)
- sultan Abu Abdallah al-Sheikh Mohammed ibn Yahya (1472-1504)
- sultan Abu Abdallah al-Burtuqali Mohammed ibn Mohammed (1504-1526)
- sultan Abu al-Hasan Abu Hasan Ali ibn Mohammed (1526)
- sultan Abu al-Abbas Ahmad ibn Mohammed (1526-1545)
- sultan Nasir ad-Din al-Qasri Mohammed ibn Ahmad (1545-1547)
- sultan Abu al-Abbas Ahmad ibn Mohammed (1547-1549)
- sultan Abu al-Hasan Abu Hasun Ali ibn Mohammed (1554-1554)

### Saadi(1509-1659)
- Abu Abdallah al-Qaim (1509-1517) (in het Zuiden)
- Ahmad al-Araj (1517-1544) (in het Zuiden)
- Mohammed as-Sheikh (1544-1557) (heerser van heel Marokko na 1554)
- Abdallah al-Ghalid (1557-1574)
- Abu Abdallah Mohammed II (1574-1576)
- Abu Marwan Abd al-Malik I (1576-1578)
- Ahmad I al-Mansur (1578-1603)
- Abdul Abdallah Mohammed III(1603-1608)
- Zidan abu Maali (1603-1627)
- Abu Marwan Abd al-Malik II (1627-1631)
- Al-Walid ibn Zidan (1631-1636)
- Mohammed as-Sheikh al-Seghir (1636-1655)
- Ahmad al-Abbas (1655-1659)

### Alaoui(1631-heden)
| Monarch | Monarch                                                                          | Regeringsperiode                | Regeringsperiode                |
| ------- | -------------------------------------------------------------------------------- | ------------------------------- | ------------------------------- |
|         | Mohammed I (1589-1659) prins van Tafilalt                                        | 1631                            | 1635                            |
|         | Mohammed II prins van Tafilalt                                                   | 1635                            | 1664                            |
|         | Al-Rashid (1631-1672) prins van Tafilalt 1664-1666 sultan van Marokko sinds 1666 | 1666                            | 9 april 1672                    |
|         | Mohammed                                                                         | 1672                            | 1672                            |
|         | Al-Harrani Abu'l Abbas Ahmad I Ismail                                            | 1672                            | 1684                            |
|         | Ismail Ibn Sharif (?-1727)                                                       | 1684                            | 22 maart 1727                   |
|         | Abu'l Abbas Ahmad II (1x) (1677-1729)                                            | 22 maart 1727                   | maart 1728                      |
|         | Abdalmalik (1696-1729)                                                           | maart t/m juli 1728             | maart t/m juli 1728             |
|         | Abu'l Abbas Ahmad II (2x) (1677-1729)                                            | juli 1728                       | 5 maart 1729                    |
|         | Abdallah (1x) (1678-1757)                                                        | 5 maart 1729                    | 28 september 1735               |
|         | Ali (?-1737)                                                                     | 28 september 1735               | 14 februari 1736                |
|         | Abdallah (2x) (1678-1757)                                                        | 14 februari t/m 8 augustus 1736 | 14 februari t/m 8 augustus 1736 |
|         | Mohammed II (1694-?)                                                             | 8 augustus 1736                 | 18 juni 1737                    |
|         | Al-Mostadi (?-1759)                                                              | 18 juni 1738                    | februari 1740                   |
|         | Abdallah (3x) (1678-1757)                                                        | februari 1740                   | 13 juni 1745                    |
|         | Zin al-Abidin (1692-1762)                                                        | 13 juni t/m 24 november 1745    | 13 juni t/m 24 november 1745    |
|         | Abdallah (4x) (1678-1757)                                                        | 24 november 1745                | 3 februari 1757                 |
|         | Mohammed III (1710-1790)                                                         | 10 november 1757                | 9 april 1790                    |
|         | Yazid (1750-1792)                                                                | 9 april 1790                    | 23 februari 1792                |
|         | Slimane (1760-1822)                                                              | 23 februari 1792                | 28 november 1822                |
|         | Abderrahmane (1778-1859)                                                         | 28 november 1822                | 24 augustus 1859                |
|         | Mohammed IV (1802-1873)                                                          | 24 augustus 1859                | 16 september 1873               |
|         | Hassan I (1836-1894)                                                             | 16 september 1873               | 7 juni 1894                     |
|         | Abd el Aziz (1881-1943)                                                          | 7 juni 1894                     | 4 januari 1908                  |
|         | Abdelhafid (1873?-1937)                                                          | 4 januari 1908                  | 12 augustus 1912                |

#### Onder Frans Protectoraat (1912-1957)
| Monarch | Monarch                | Regeringsperiode | Regeringsperiode |
| ------- | ---------------------- | ---------------- | ---------------- |
|         | Joesoef (1881-1927)    | 13 augustus 1912 | 17 november 1927 |
|         | Mohammed V (1909-1961) | 17 november 1927 | 20 augustus 1953 |
|         | Ben Aarafa (1886-1976) | 20 augustus 1953 | 1 oktober 1955   |
|         | Mohammed V (1909-1961) | 30 oktober 1955  | 14 augustus 1957 |

#### Koninkrijk Marokko (1957-heden)
| Monarch | Monarch                       | Regeringsperiode | Regeringsperiode |
| ------- | ----------------------------- | ---------------- | ---------------- |
|         | Koning Mohammed V (1909-1961) | 14 augustus 1957 | 26 februari 1961 |
|         | Koning Hassan II (1929-1999)  | 26 februari 1961 | 23 juli 1999     |
|         | Koning Mohammed VI (1963)     | 23 juli 1999     | heden            |